# Augusto Ferrauto
Augusto Ferrauto, (Nàpols (Campania), 20 de juny, 1903 - Idem. 14 de juny, 1986), fou un tenor italià.
Va rebre la seva educació a la seva ciutat natal Nàpols. Va debutar el 1931 en una audició a Piedigrotta, que incloïa la llegendària Gilda Mignonette, i va aconseguir una popularitat meteòrica a causa del sorprenent poder de les seves habilitats vocals que s'havien convertit en proverbial. El 1934 va començar la seva carrera operística. Molt aclamat als teatres més importants d'Itàlia, va aconseguir un enorme èxit, inclòs per part de la crítica, a Suècia, Dinamarca, França, Noruega, Egipte, Croàcia, Bulgària, Espanya. Malgrat el seu èxit com a tenor, mai va abandonar el repertori de cançons clàssiques napolitanes, enregistrant-ne moltes.
La seva carrera va arribar al clímax en les temporades 1944-1946, quan va cantar al Teatro San Carlo de Nàpols. Va ser convidat amb el conjunt del Teatre San Carlo l'any 1946 a Londres. El seu extens repertori inclou papers com els Radames a Aïda, Riccardo a Un ballo in maschera, Rodolfo a La bohème, Cavaradossi a Tosca, Calaf a Turandot, Enzo a La Gioconda d'A. Ponchielli, Turiddu a Cavalleria Rusticana, Canio a Pagliacci i Don José a Carmen. També va aparèixer en òperes contemporànies de Zandonai, Rocca, Malipiero i en altres obres modernes. El 1935 va cantar al Teatre San Carlo de Nàpols a l'estrena de l'òpera Liolà de Giuseppe Mulè, el 1938 al Teatre Carlo Felice de Gènova a l'òpera Donata de Gaspare Scuderi. Després d'acabar la seva carrera va treballar a Nàpols com a professor de cant.

## Cronologia d'algunes principals aparicions[3]
- 1935-1938 Òpera de Roma
- 1938 Teatre Comunale de Bolonya
- 1939 Teatre Comunale de Florència
- 1940-1942 Milà Teatre Alla Scala
- 1944-1946 Teatre San Carlo de Nàpols